# Simon Lees
Simon Lees (* 16. května, 1970) byl sólový kytarista velšské heavymetalové skupiny Budgie. Do skupiny vstoupil v roce 2003.
Lees se objevil jako účastník televizního představení „Stars in Their Eyes“ uváděného členem skupiny Aerosmith Stevenem Tylerem.

Dne 4. července 2007 oznámil, že se vzdává svého působení ve skupině Budgie a nadále se chce věnovat sólové hudební dráze a vyučování hry na kytaru. Vedlo to prakticky k rozpadu skupiny a zrušení plánovaného podzimního koncertního turné po Austrálii.